# Slot 1
Le Slot 1 aussi appelé SEPP (Single Edge Processor package) est un connecteur destiné aux microprocesseurs Intel, AMD et VIA. La particularité de ce connecteur pour processeur est qu'il est sous forme de slot ayant une forme physique sur la carte mère semblable à celle d'un port EISA, par opposition au socket. Le Slot 1 a été implémenté aussi bien sur des cartes mères mono-processeurs que sur des cartes mères bi-processeurs.
Cette architecture matérielle avait pour principal but de garder un bon rapport de qualité/prix avec la mémoire cache de niveau 2, embarquée dans la cartouche où se trouvait le processeur, contrairement aux précédentes architectures où celui-ci se trouvait sur la carte mère. En effet, celle-ci prenait encore trop de place pour être intégrée directement dans la puce du processeur. La mémoire cache de niveau 2 fonctionnait à la moitié de la vitesse du processeur, tandis que sur les architectures précédentes elle fonctionnait à la même vitesse que le bus système.
Avec la création du Celeron Mendocino, le cache de niveau 2 a pu enfin être intégré dans le processeur, ceci permettant de réduire massivement les coûts du processeur et rendant obsolète ce format. 
Les processeurs ayant utilisé ce type de connexion sont les Pentium II, les premiers Pentium III (jusqu’à 1 133 MHz) et les premiers Intel Celeron. Il est également possible d'utiliser des processeurs sur Socket 8 et Socket 370 en utilisant un slotket.
Le Slot 1 est physiquement identique au Slot A de AMD, mais incompatible du fait de câblages logiques différents.